# Caroline Ernestine van Erbach-Schönberg
Caroline Ernestine van Erbach-Schönberg (Gedern, 20 augustus 1727 - Ebersdorf, 22 april 1796). Zij was de dochter van Georg August, graaf van Erbach-Schönberg en Ferdinande Henriette, gravin van Stolberg-Gedern.

## Huwelijk
Zij huwde op 28 juni 1754 te Thurnau met Hendrik XXIV (1724-1779), graaf van Reuss-Ebersdorf. Samen hadden zij zeven kinderen:
- Heinrich XLVI (1755-1757).
- Augusta van Reuss-Ebersdorf en Lobenstein (1757-1831). De moeder van de eerste koning van België Leopold I.
- Louise Christine (1759-1840).
- Heinrich LI (1761-1822).
- Ernestine Ferdinande (1762-1763).
- Heinrich LIII (1765-1770).
- Henriette (1767-1801), gehuwd op 4 juli 1787 met Karel Emich van Leiningen (hij huwde later met Victoria van Saksen-Coburg-Saalfeld, de dochter van zijn schoonzuster Augusta van Reuss-Ebersdorf en Lobenstein).

Caroline was de overgrootmoeder in de vrouwelijke rechte lijn van koningin Victoria van Groot-Brittannië.

## Voorouders
| Voorouders van Caroline Ernestine van Erbach-Schönberg | Voorouders van Caroline Ernestine van Erbach-Schönberg                                                            | Voorouders van Caroline Ernestine van Erbach-Schönberg                                                            | Voorouders van Caroline Ernestine van Erbach-Schönberg                                                            | Voorouders van Caroline Ernestine van Erbach-Schönberg                                                            | Voorouders van Caroline Ernestine van Erbach-Schönberg                                       | Voorouders van Caroline Ernestine van Erbach-Schönberg                                       | Voorouders van Caroline Ernestine van Erbach-Schönberg                                                | Voorouders van Caroline Ernestine van Erbach-Schönberg                                                |
| ------------------------------------------------------ | --- | --- | --- | --- | -------------------------------------------------------------------------------------------- | -------------------------------------------------------------------------------------------- | --- | --- |
| Overgrootouders                                        | George III van Erbach (1548–1605) ∞ Maria van Barby (1563–1619)                                                   | George III van Erbach (1548–1605) ∞ Maria van Barby (1563–1619)                                                   | George Frederik II van Hohenlohe-Waldenburg (1595–1635) ∞ Dorothea Sophia van Solms-Hohensolms (1595–1660)        | George Frederik II van Hohenlohe-Waldenburg (1595–1635) ∞ Dorothea Sophia van Solms-Hohensolms (1595–1660)        | Heinrich Ernst zu Stolberg (1593–1672) ∞ Anne-Elisabeth de Stolberg-Wernigerode (1624-1668). | Heinrich Ernst zu Stolberg (1593–1672) ∞ Anne-Elisabeth de Stolberg-Wernigerode (1624-1668). | Gustaaf Adolf van Mecklenburg-Güstrow (1633–1695) ∞ Magdalena Sibylla of Holstein-Gottorp (1631–1719) | Gustaaf Adolf van Mecklenburg-Güstrow (1633–1695) ∞ Magdalena Sibylla of Holstein-Gottorp (1631–1719) |
| Grootouders                                            | Georg Albrecht II van Erbach-Schönberg (1597–1647) ∞ Anna Dorothea Christine van Hohenlohe-Waldenburg (1617–1655) | Georg Albrecht II van Erbach-Schönberg (1597–1647) ∞ Anna Dorothea Christine van Hohenlohe-Waldenburg (1617–1655) | Georg Albrecht II van Erbach-Schönberg (1597–1647) ∞ Anna Dorothea Christine van Hohenlohe-Waldenburg (1617–1655) | Georg Albrecht II van Erbach-Schönberg (1597–1647) ∞ Anna Dorothea Christine van Hohenlohe-Waldenburg (1617–1655) | Ludwig Christian van Stolberg-Gedern (–) ∞ Christine van Mecklenburg-Güstrow                 | Ludwig Christian van Stolberg-Gedern (–) ∞ Christine van Mecklenburg-Güstrow                 | Ludwig Christian van Stolberg-Gedern (–) ∞ Christine van Mecklenburg-Güstrow                          | Ludwig Christian van Stolberg-Gedern (–) ∞ Christine van Mecklenburg-Güstrow                          |
| Ouders                                                 | Georg August van Erbach-Schönberg (-) ∞ Ferdinande Henriette van Stolberg-Gedern (–)                              | Georg August van Erbach-Schönberg (-) ∞ Ferdinande Henriette van Stolberg-Gedern (–)                              | Georg August van Erbach-Schönberg (-) ∞ Ferdinande Henriette van Stolberg-Gedern (–)                              | Georg August van Erbach-Schönberg (-) ∞ Ferdinande Henriette van Stolberg-Gedern (–)                              | Georg August van Erbach-Schönberg (-) ∞ Ferdinande Henriette van Stolberg-Gedern (–)         | Georg August van Erbach-Schönberg (-) ∞ Ferdinande Henriette van Stolberg-Gedern (–)         | Georg August van Erbach-Schönberg (-) ∞ Ferdinande Henriette van Stolberg-Gedern (–)                  | Georg August van Erbach-Schönberg (-) ∞ Ferdinande Henriette van Stolberg-Gedern (–)                  |
| Caroline Ernestine van Erbach-Schönberg (1727-1796)    | | | | |                                                                                              |                                                                                              | | |